# Conteo de Addis
Conteo de Addis o también conocido como recuento de Addis, es un análisis de orina que permite valorar la funcionalidad renal mediante el estudio microscópico de los sedimentos urinarios. La prueba consiste en el conteo celular y de cilindros en la orina centrifugada, donde el paciente es sometido a una dieta restrictiva de líquidos, para luego recolectar la orina, la cual debe hacerse de forma cronometrada en 2 h, 4 h o 24 h. La determinación de proteinuria minutada debe hacerse por el método de Biuret. La prueba debe su nombre al científico estadounidense Thomas Addis, que fue quien la desarrolló en 1926.
Las cifras o valores normales son:
- Proteínas: menor a 0.03 mg/min.
- Hematíes y leucocitos: menor 1000/min.
- Cilindros: menor 3/min.